# Tibor Kincses
Tibor Kincses (* 12. Februar 1960 in Kecskemét; † vor oder am 9. Juni 2025) war ein ungarischer Judoka. Er gewann 1980 eine olympische Bronzemedaille. 

## Karriere
Der 1,67 m große Kincses vom Kecskemét Sport Club war 1980 beim Hungaria Cup in Pécs und bei den Dutch Open in Kerkrade jeweils Dritter im Superleichtgewicht, der Gewichtsklasse bis 60 Kilogramm, geworden. Bei den Olympischen Spielen 1980 siegte er in der ersten Runde gegen Ali Heidar Ali Mohammad aus Kuwait durch Ippon nach 3:19 Minuten. In seinem zweiten Kampf bezwang er den Brasilianer Luis Shinohara durch Bestrafung des Gegners und im Viertelfinale kam er gegen den Nordkoreaner Ko hyong durch Schiedsrichterentscheid weiter. Im Halbfinale unterlag er dem Kubaner José Rodríguez durch Ippon nach 51 Sekunden. In der Hoffnungsrunde bezwang er den Briten John Holliday durch Bestrafung und erhielt eine Bronzemedaille.
Bei den Europameisterschaften 1981 vor heimischem Publikum in Debrecen belegte Kincses den fünften Platz. Drei Monate später bei den Weltmeisterschaften 1981 in Maastricht bezwang er zunächst Boubacar Sow aus dem Senegal und im Achtelfinale den Niederländer Rob Hoogendijk. Im Viertelfinale unterlag er Pavel Petřikov aus der Tschechoslowakei. Nach einer Niederlage in der Hoffnungsrunde gegen den Franzosen Eric Maurel schied Kincses aus und belegte den siebten Platz. 1984 belegte Kincses noch einmal den dritten Platz bei den Dutch Open in Kerkrade, diesmal aber im Halbleichtgewicht, der Gewichtsklasse bis 65 Kilogramm.